# Мори, Сигэфуми
Сигэфу́ми Мо́ри (яп. 森 重文, род. 23 февраля 1951) — японский математик, лауреат премии Филдса за 1990 год. Знаменит работами по алгебраической геометрии.
Член Японской академии наук (1998), иностранный член Российской академии наук (2016), Национальной академии наук США (2017).

## Биография
Родился в 1951 году в Нагое. Учился в Киотском университете, в 1973 году получил степень бакалавра, в 1975 — магистра. После этого преподавал там же, в 1978 году под руководством Масаёси Нагаты защитил диссертацию на тему «Кольца эндоморфизмов некоторых абелевых многообразий». После защиты диссертации продолжал работать ассистентом в Киотском университете, в 1980 году стал лектором по математике в Нагойском университете. В 1982 году стал доцентом, а в 1988 — полным профессором. С 1990 года профессор Киотского университета.
Несмотря на официальную преподавательскую позицию в Японии, в 1977—1992 годах Мори много времени провёл в США: в 1977—1980 годах работал приглашённым профессором в Гарвардском университете, в 1981—1982 годах — в Институте перспективных исследований, в 1985—1987 — в Колумбийском университете, в 1987—1989 годах и 1991—1992 годах — в Университете Юты.
Наиболее известные работы Мори относятся к классификации трёхмерных алгебраических многообразий. Обобщение результатов Мори на многообразия большей размерности, иногда называемое программой Мори, является активной областью исследований современной алгебраической геометрии.
В 2014 году избран президентом Международного математического союза, став первым представителем математиков Азии на этом посту.

## Награды
- 1983 — Премия имени Янаги[яп.] (Японское математическое общество)
- 1984 — Премия Тюнити в области культуры[яп.]
- 1988 — Премия Японского математического общества[яп.] (вместе с Юдзиро Каваматой)
- 1989 — Премия имени Иноуэ[яп.]
- 1990 — Филдсовская премия
- 1990 — Премия Японской академии наук
- 1990 — Премия Коула за достижения в области алгебры (Американское математическое общество)
- 2004 — Премия Фудзивары[яп.]
- 2021 — Орден Культуры

## Избранные труды
- Монография «Birational geometry of algebraic varieties» (в соавторстве с Яношем Колларом)